# Truncattus
Truncattus là một chi nhện trong họ Salticidae.